# Ла Порта, Элиза
Элиза Ла Порта урожденная Элиза Стрейну (нем. Elizza La Porta; 1 марта 1902, Крайова, Австро-Венгрия - 15 ноября 1997, Западный Голливуд, Калифорния, США) — немецкая киноактриса

 румынского происхождения. Звезда эпохи немого кино.

## Биография
Родилась в Крайова в еврейской семье. С 1924 по 1930 год снялась в 19 немецких немых фильмах. После появления
звукового кино, оставила карьеру. Позже эмигрировала в Соединенные Штаты, где и умерла в Лос-Анджелесе в 1997 году в возрасте 95 лет.

## Избранная фильмография
- Кузница (1924)
- Пражский студент (1926) — цветочница Лидушка
- Спортивные егеря (1926)
- Легкая кавалерия  (1927)
- Бордели Алжира  (1927)
- Суд над Дональдом Вестхофом (1927)
- Порок человечества (1927)
- Наследие Казановы (1928)
- Дай мне жизнь (1928)
- Анастасия, лжецарская дочь (1928)
- Роберт и Бертрам (1928)
- Право нерожденного (1929)